# دلونظر
دلونظر، روستایی از توابع بخش مرکزی شهرستان خرم‌بید در استان فارس ایران است.

## جمعیت
این روستا در دهستان قشلاق قرار دارد و براساس سرشماری مرکز آمار ایران در سال 1395، جمعیت آن 751 نفر (190خانوار) بوده‌است.